# Calliergon megalophyllum
Calliergon megalophyllum là một loài Rêu trong họ Amblystegiaceae. Loài này được Mikut. mô tả khoa học đầu tiên năm 1908.